# Clerodendrum mildbraedii
Espèce
Clerodendrum mildbraedii B.Thomas est une espèce de plantes à fleurs de la famille des Lamiacées, endémique du Cameroun.

## Étymologie
Son épithète spécifique mildbraedii rend hommage à l'explorateur et botaniste allemand Gottfried Wilhelm Johannes Mildbraed.